# Cathédrale Saint-Patrick de Dublin
Cette  cathédrale n’est pas la seule cathédrale Saint-Patrick.
La cathédrale Saint-Patrick (Árd Eaglais Naomh Pádraig en gaélique), siège du culte anglican de l'Église d'Irlande s'élève dans les quartiers sud de la vieille ville de Dublin, la capitale de l’Irlande, sur un ancien lieu de culte.

## Historique

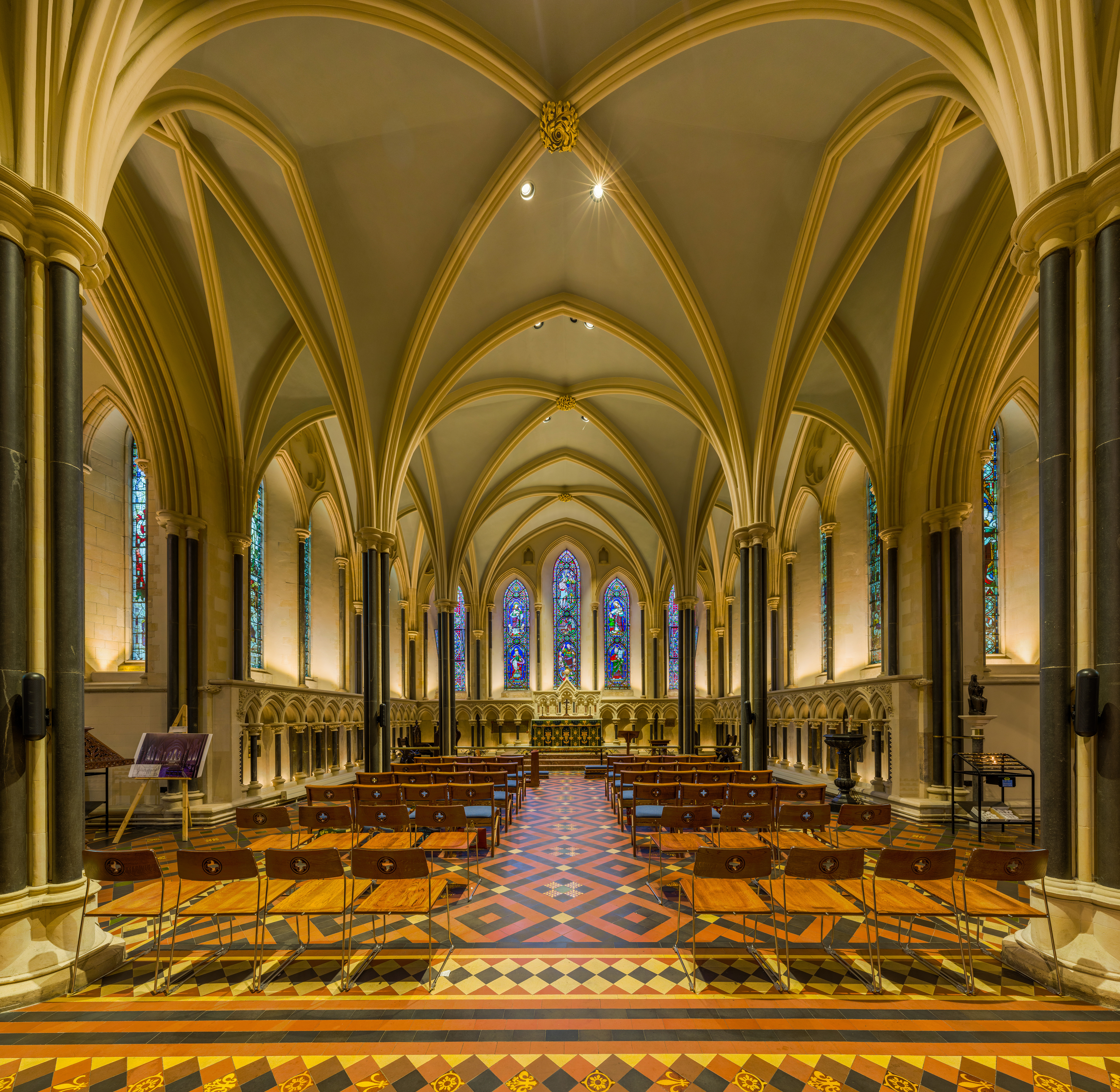
Chapelle de la Vierge, jusqu'en 1816 Église française de Dublin

L'édifice se situe sur une source, où Patrick d'Irlande baptisa ses fidèles.
Cependant, elle fut entièrement reconstruite, il ne reste donc rien des bâtiments d’origine. Les origines de la cathédrale remontent au Ve siècle. John Comyn, l'archevêque de Dublin, fit détruire l'église Saint-Patrick en 1190 pour faire bâtir la cathédrale. Les Normands la remplacèrent ainsi par une construction en pierre en 1191 et le bâtiment que l'on voit aujourd'hui date du XIIIe siècle excepté la tour ouest reconstruite par l'archevêque Minot en 1370 à la suite d'un incendie, ainsi que la flèche qui date de 1749. Il est possible de la visiter.
En 1310, le procès des templiers arrêtés en Irlande s'y est déroulé sous la conduite de l'évêque de Kildare, le siège de l'archevêque de Dublin étant vacant à ce moment-là,.
En 1666, le chapitre de la cathédrale offre la chapelle de la Vierge à la communauté des protestants français huguenots qui s'étaient réfugiés en Irlande. Leur installation est facilitée par les rois d'Angleterre et le vice-roi d'Irlande James Butler (1er duc d'Ormonde), qui veulent favoriser l'industrie du tissu, le commerce, et la loyauté de sujets protestants en terre catholique. Jusqu'en 1816, un culte est célébré chaque dimanche en français par un pasteur huguenot. Le cimetière huguenot de Dublin héberge les sépultures de cette communauté, et des temples calvinistes de Peter Street et Lucas Lane.Le plus célèbre de ses doyens fut, entre 1713 et 1745, l'écrivain Jonathan Swift, auteur des Voyages de Gulliver qui y est enterré. Dans le transept nord sont exposés : le masque mortuaire de l'auteur, sa chaire mobile et divers objets personnels.

## Description

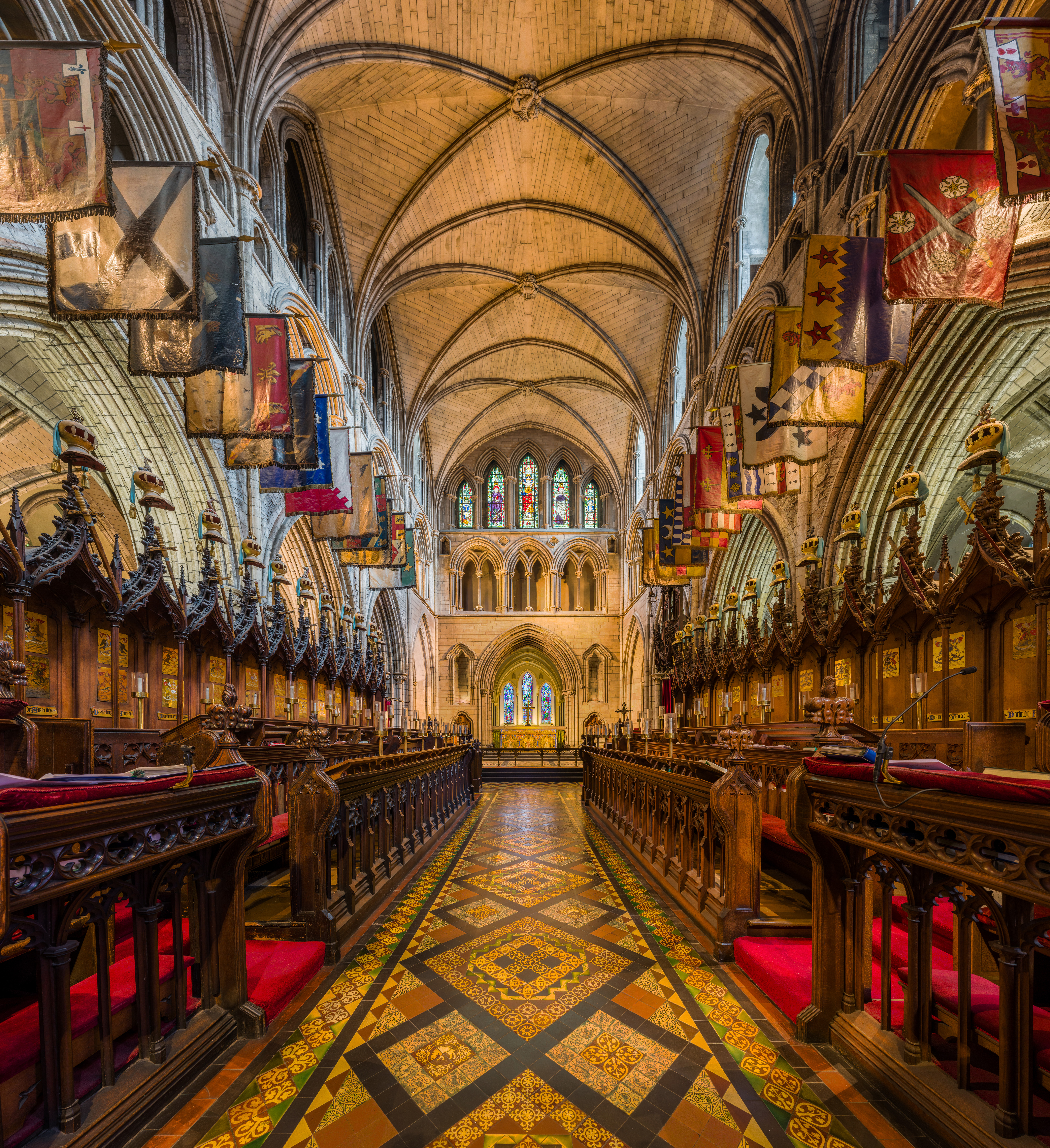
Chœur de la cathédrale Saint-Patrick de Dublin

Se trouvent dans l'extrémité ouest de la nef un monument érigé en l'hommage de Richard Boyle, 1er comte de Cork, ainsi qu'une pierre tombale où sont représentés des symboles chrétiens. Dans le b

## seconde cathédrale anglicane dans la même ville, siège dudiocèse de Dublin et Glendalough,
- Pro-cathédrale Sainte-Marie de Dublin, cathédrale catholique, siège de l’archidiocèse de Dublin, primat d'Irlande